# Герб Ямполя (Хмельницька область)
Герб Я́мполя — офіційний символ селища міського типу Ямпіль Хмельницької області затверджений у травні 2004 року.
Автори — В. Джунь, Ю. Горбатий.

## Опис

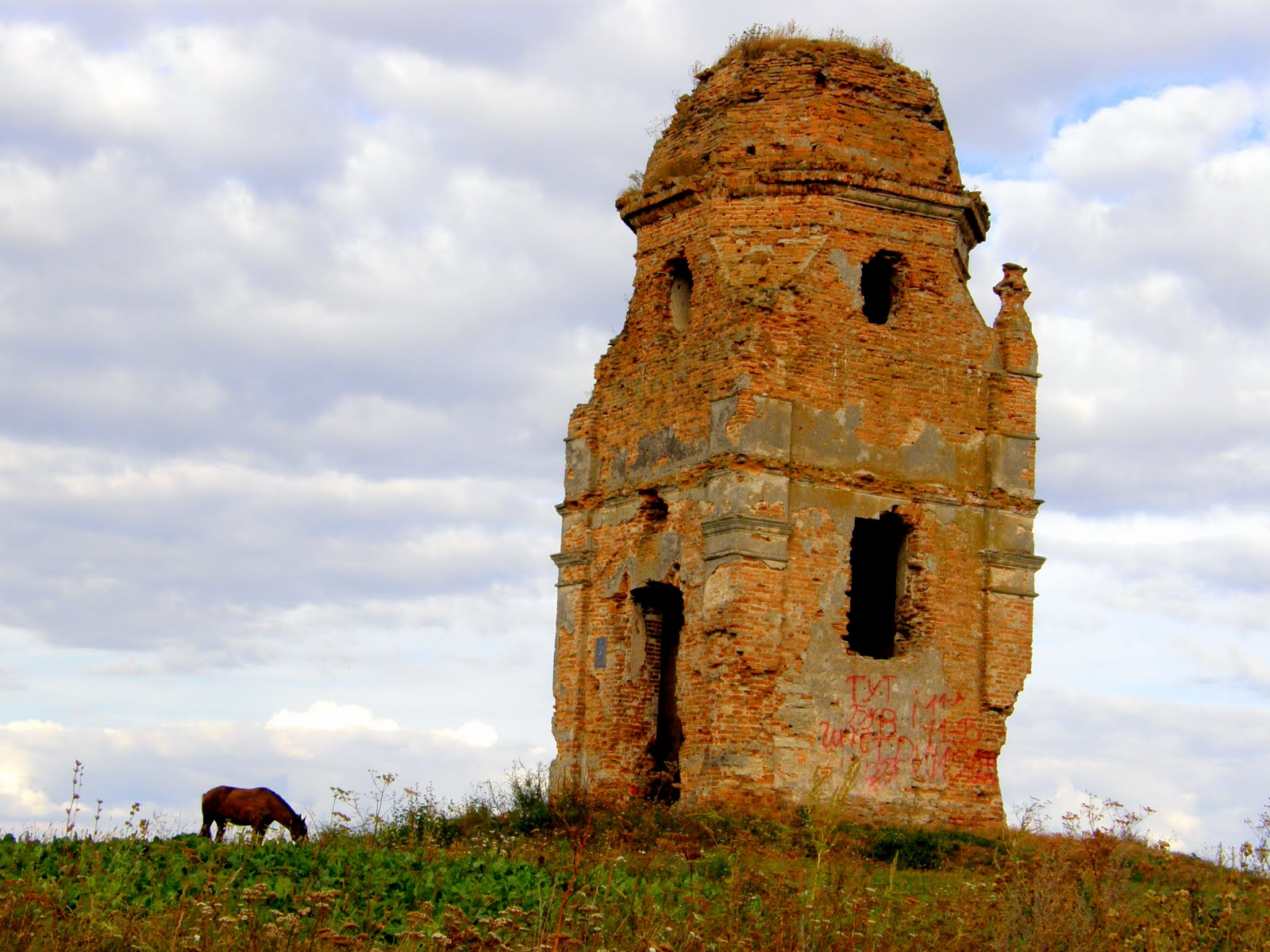
Тихомельська вежа

Щит має форму чотирикутника з півколом в основі. Щит розтятий на червоне та синє поля, у яких по дві золоті шліфовані зірки в стовп, що символізують села, підпорядковані Ямпільській селищній раді. На зеленій основі, яка складається з трьох пагорбів із золотим сиглем «Я» — срібна Тихомельська вежа.
Щит розміщений на золотому еклектичному картуші і увінчаний червоною міською короною.
Вежа, яка є головним елементом герба — залишки Тихомельської фортеці, що знаходиться на околиці селища, та нагадує походження Ямполя від давнього руського Тихомля.
Кольори герба нагадують, що селище знаходиться на Волині та розташоване над річкою Горинь. Золоті зірки — чотири села, підпорядковані Ямпільській селищній раді: Дідківці, Лепесівка, Норилів, Паньківці.
Сигль «Я» нагадує про засновника селища — Януша Віленського.